# Pocillopora grandis
A Pocillopora grandis a virágállatok (Anthozoa) osztályának kőkorallok (Scleractinia) rendjébe, ezen belül a Pocilloporidae családjába tartozó faj.

## Rendszertani eltérés
Ez a virágállat korábban Pocillopora eydouxi-ként Milne Edwards, 1860 volt ismert.

## Előfordulása
A Pocillopora grandis előfordulási területe az Indiai-óceán és a Csendes-óceán nyugati fele. A Vörös-tengertől Kelet-Afrika tengerpartjain keresztül a Dél-afrikai Köztársaságig, valamint keletre Madagaszkáron, Mauritiuson, a Seychelle-szigeteken és más indiai-óceáni szigeteken keresztül, egészen Új-Zélandig található meg.

## Megjelenése
A kolónia ágacskákat növeszt. Az ágacskái tompa végűek és mindegyiken több polip is ülhet. A korallpolipok testében egysejtű algák élnek; ezek adják a színezetét, mely a világos barnától a sárgáig terjedhet.

## Életmódja
A Pocillopora grandis planktonnal táplálkozik, de étrendjét kiegészíti a szöveteiben élő algák által kibocsátott cukrokkal is.
Ezen a virágállaton a következő evezőlábú rákok (Copepoda) élősködnek: Xarifia comata, Xarifia fimbriata, Xarifia jugalis és Xarifia sectilis. A Xarifia maldivensis nevű faj egyaránt külső és belső élősködője is ennek a korallnak.

## Képek

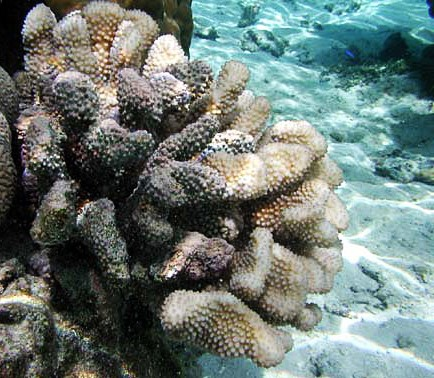
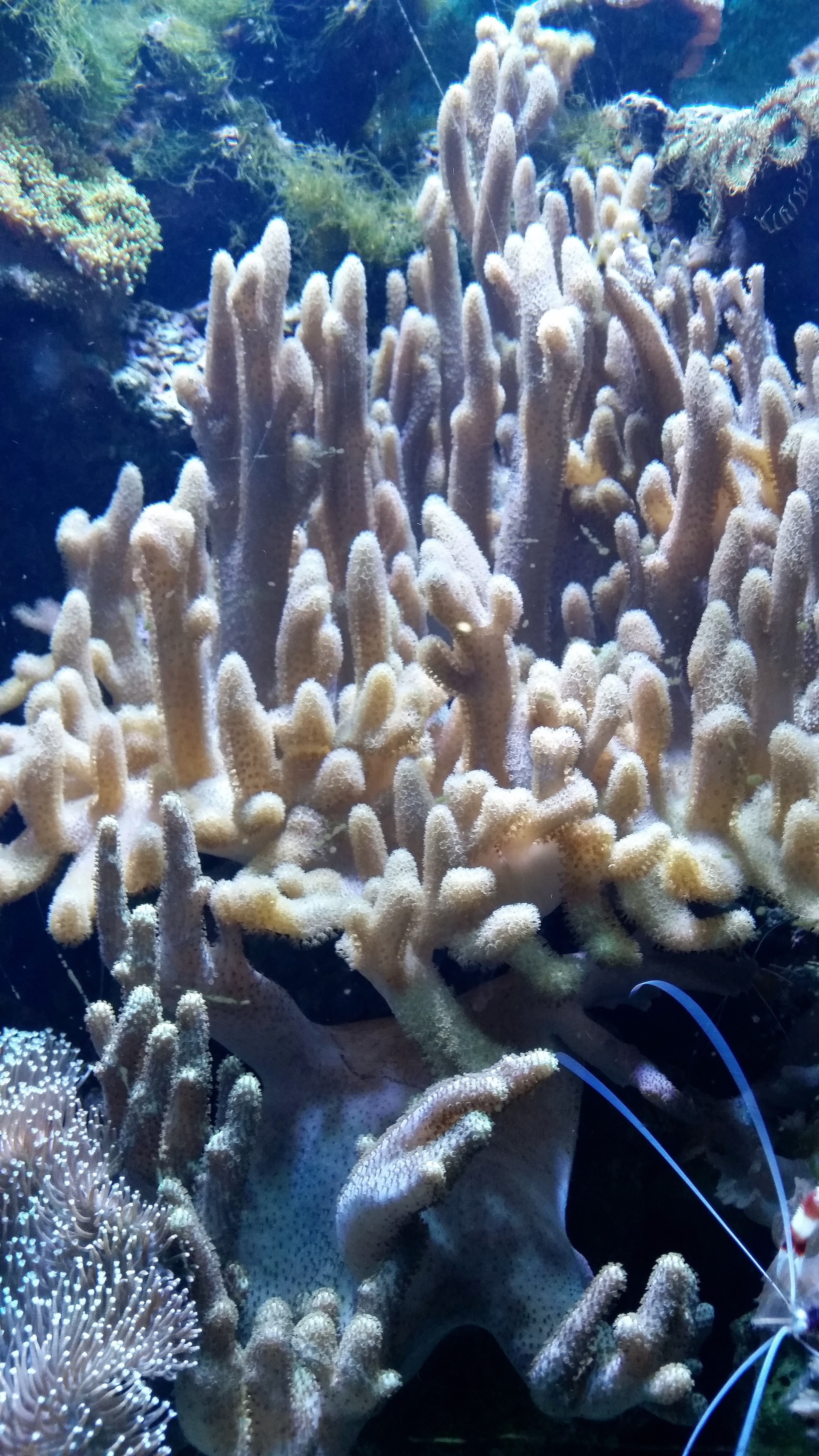
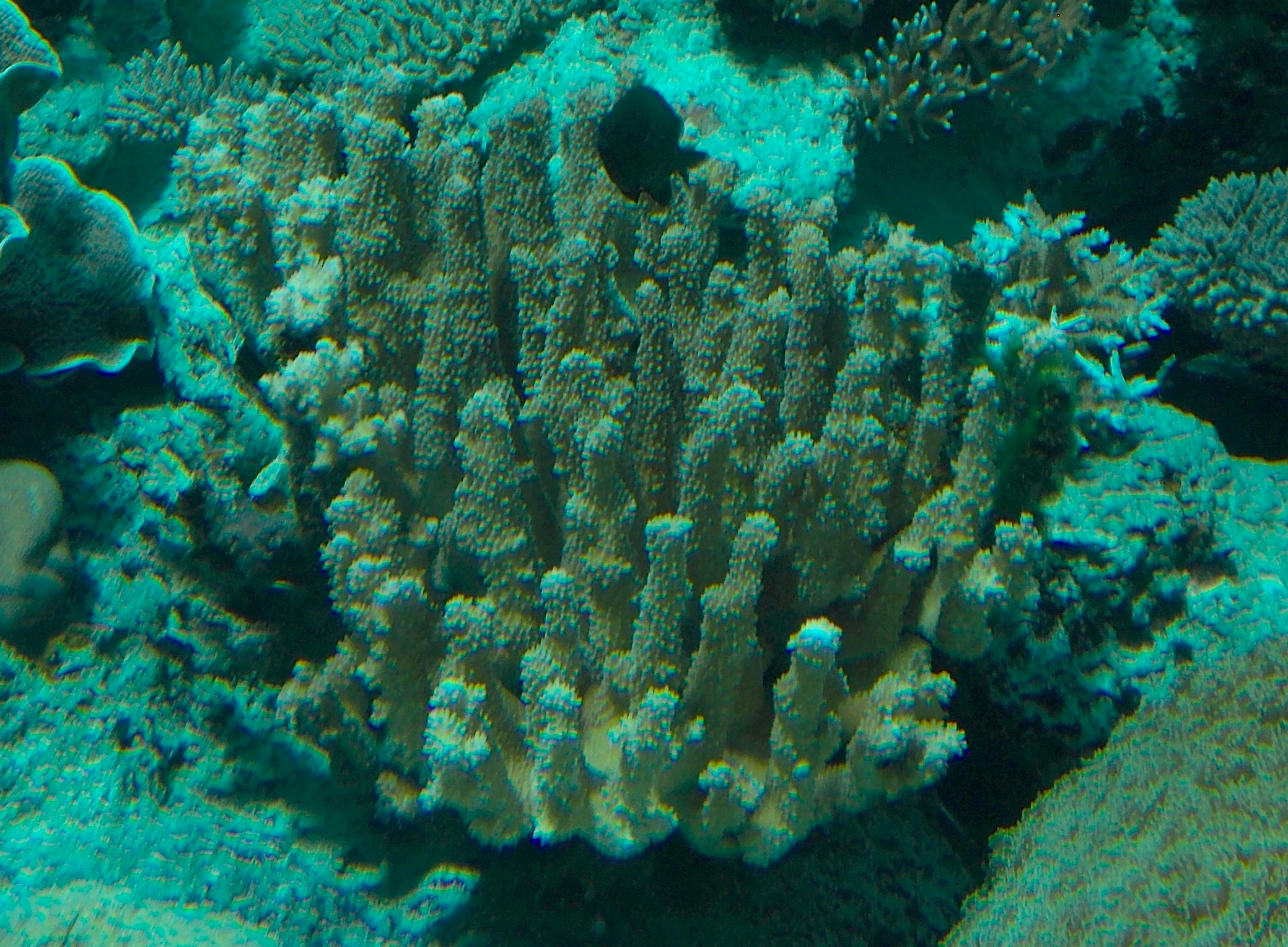
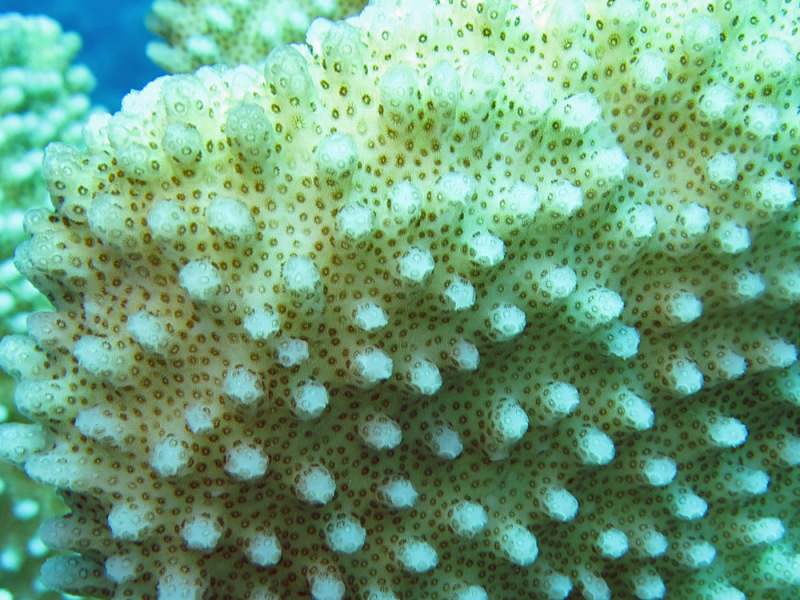
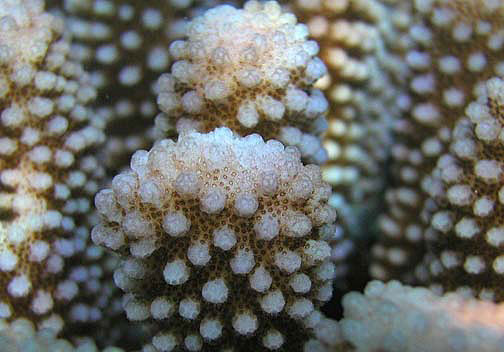